# 1693 w muzyce

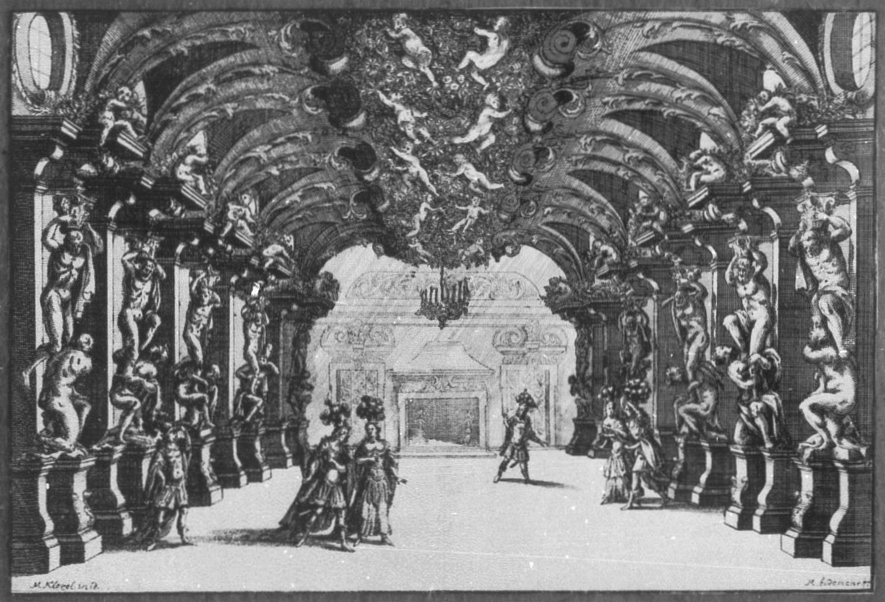
Ustawienie sceny opery "Camillo Generose" autorstwa Carla Luigiego Pietragrua w Opernhaus am Taschenberg (Opera) w Dreźnie, Niemcy, 1693 r.

Wydarzenia muzyczne w 1693 roku.

## Dzieła operowe
- Marc-Antoine Charpentier - Médée
- Henri Desmarets - Didon
- Antonio Lotti – Il trionfo dell’innocenza

## Urodzili się
- 28 stycznia - Gregor Joseph Werner, austriacki kompozytor okresu baroku (zm. 1766)
- 8 sierpnia - Laurent Belissen, francuski kompozytor okresu baroku (zm. 1762)
- 28 października - Šimon Brixi, czeski kompozytor (zm. 1735)
- data nieznana - Lodovico Filippo Laurenti, włoski kompozytor (zm. 1757)

## Zmarli
- 13 lutego - Johann Kaspar Kerll, niemiecki kompozytor i organista okresu baroku (ur. 1627)
- 24 lipca - Pavel Josef Vejvanovský, czeski kompozytor i trębacz okresu baroku (ur. ok. 1639)